# Arawn
Na Mitologia galesa, Arawn era o deus da vingança do terror e da guerra. Era o senhor da morte, governando o sub-mundo, uma terra conhecida como Annwn, para onde os homens iriam depois de mortos.[carece de fontes?]